# تشومسونغداي
تشومسونغداي هو مرصد فلكي بني في مدينة غيونغجو في كوريا الجنوبية، وذلك في سنة 647. معنى الاسم الكوري هو برج مراقبة النجوم. يعتبر المرصد أقدم مرصد فلكي في شرق آسيا والذي بقي لوقتنا الحالي. يعود تاريخ المرصد إلى القرن السابع الميلادي في زمن مملكة شلا، والتي كانت عاصمتها في غيونغجو. حدد مرصد تشومسونغداي كالكنز الوطني الكوري الجنوبي رقم 31، وذلك في 20 ديسمبر 1962.

## نظرة عامة
وفقاً لكتاب سامغك يسا (تذكارات الممالك الثلاث) فإن المرصد بني في زمن الملكة شوندوك (632 - 647) بالقرب من عاصمة مملكة شلا. يعني الاسم «تشومسونغداي» برج أو منصة مراقبة النجوم. يتكون البرج من 362 قطعة من الغرانيت المقطوع والذي يدعي البعض أنه يمثل عدد الأيام في السنة القمرية وعددها 362 يوم. بعض الدراسات أشارت لوجود 366 قطعة. يضم المرصد 27 طبقة حجرية دائرية (يربطها البعض مع حقيقة أن الملكة شوندوك هي السابعة والعشرين في ترتيب الحكم في مملكة شلا، أو أنها تمثل كوكبات النجوم) يعلوها هيكل مربع. 12 طبقة تقع تحت النافذة و12 طبقة أخرى فوقها. توجد 12 صخرة كبيرة كقاعدة على شكل مربع، ثلاثة قطع على كل جهة (يرى البعض أنها تمثل أشهر السنة).
عرض البرج 5.7 متر عند القاعدة وارتفاعه 9.4 متر وممتلئ بالتراب حتى حد النافذة. يتشابه نمط البناء مع النمط المستخدم في معبد بنهوانغسا في غيونغجو.
يعتبر تشومسونغداي هو أقدم مرصد فلكي باق حتى اليوم في شرق آسيا، مع أن البعض يزعم أنه غير صالح للاستخدام الفلكي. يفترض البعض الآخر أن المرصد استخدم لعلم التنجيم بدلاً من علم الفلك مع أن التفريق بين الاثنين كان معروفاً في ذلك الزمن. البعض الآخر يجادل أن تصميم مرصد تشومسونغداي تأثر بشكل كبير بالبوذية، مشيرين إلى التشابه بين تصميمه وتصميم جبل سوميرو (مركز العالم وفقاً للأساطير البوذية).

## معرض صور

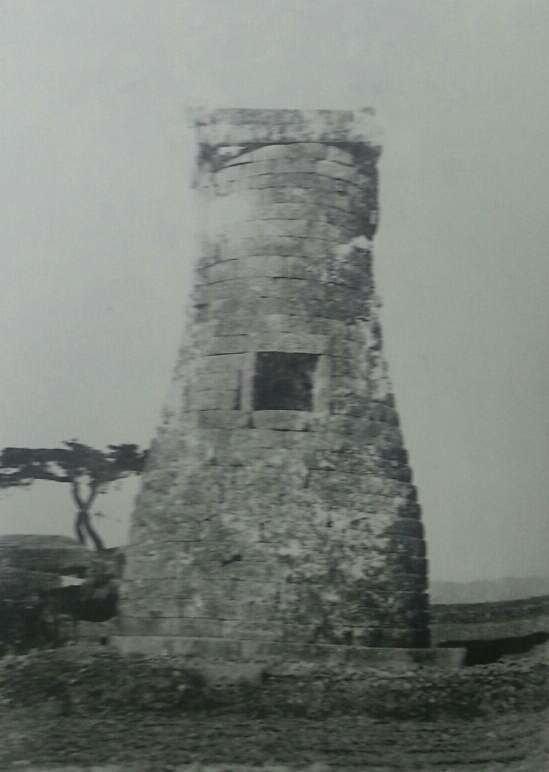
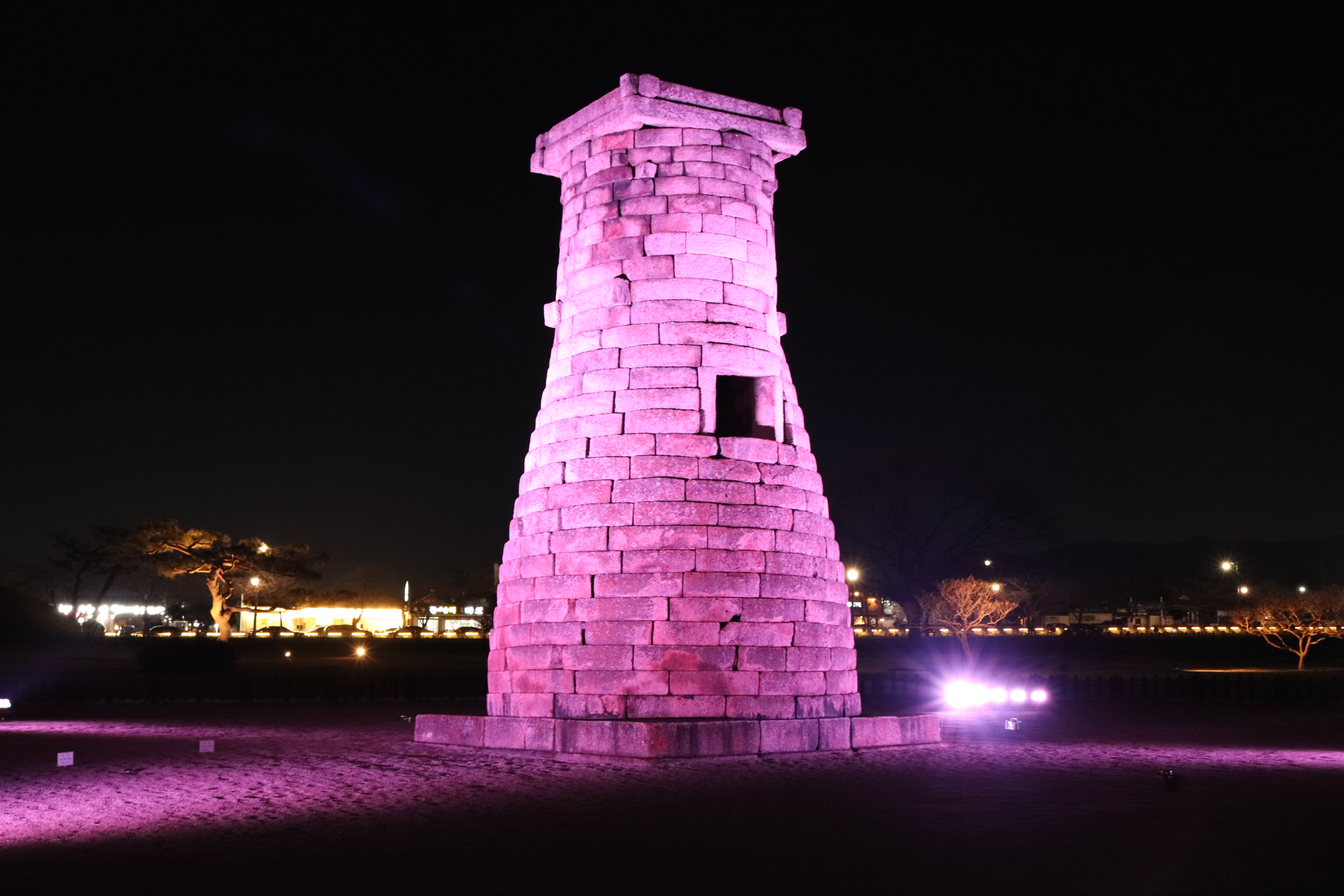
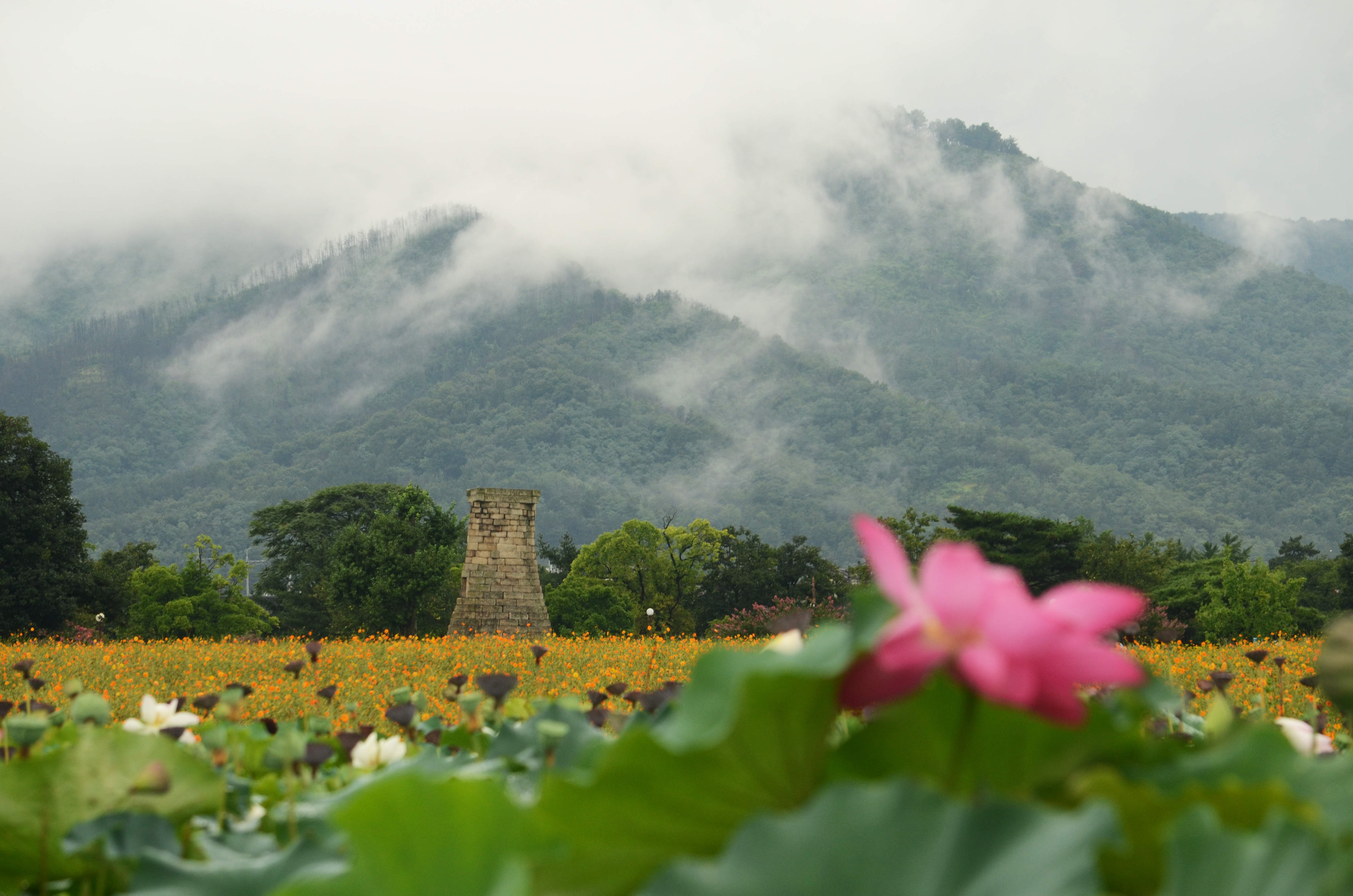
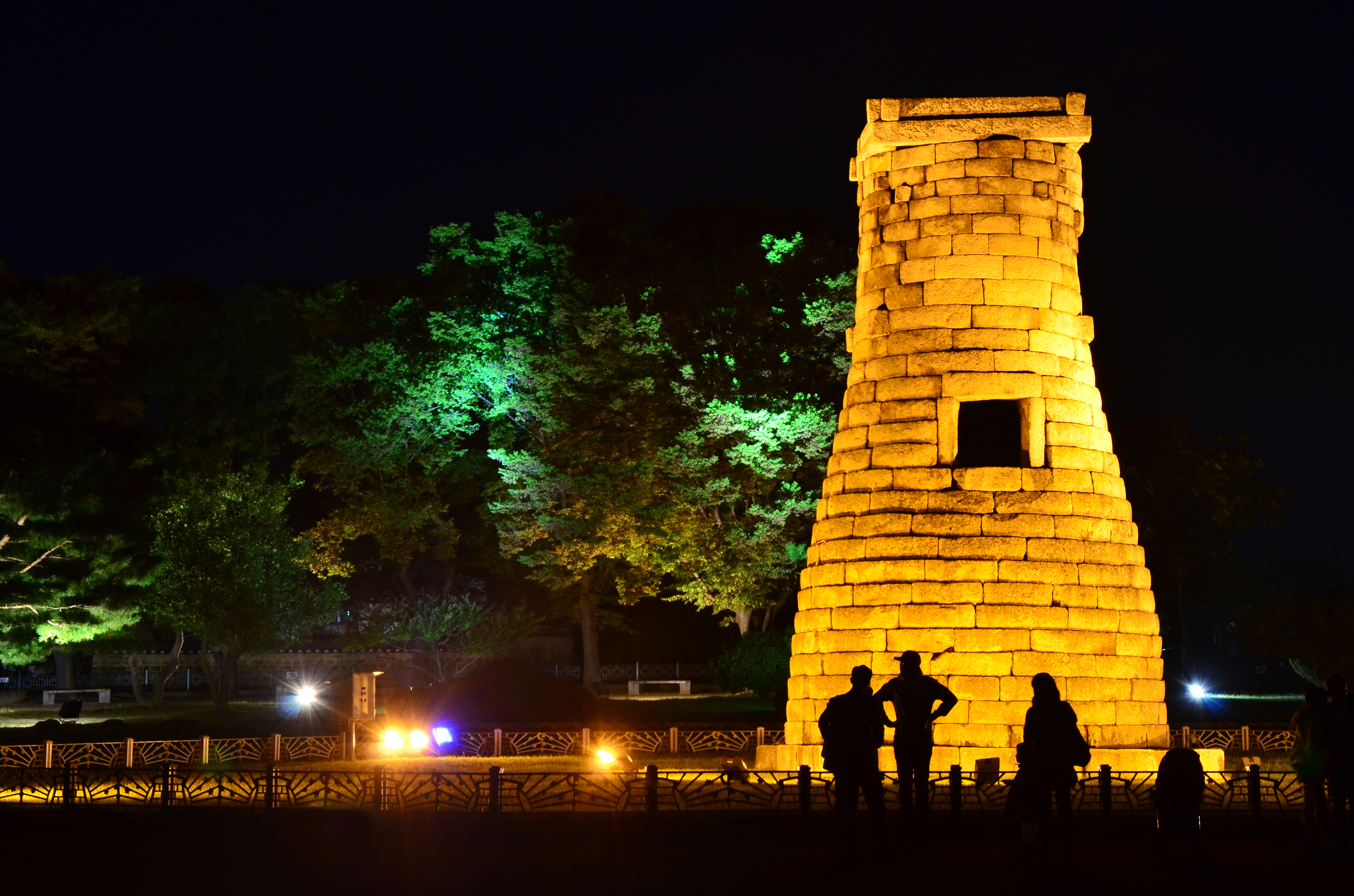

## الإشارات
1. ↑  إدارة التراث الثقافي في كوريا. [وصلة مكسورة] نسخة محفوظة 13 أبريل 2014 على موقع واي باك مشين. [وصلة مكسورة] نسخة محفوظة 13 أبريل 2014 على موقع واي باك مشين.
2. ↑  سونغ (1983، صفحة 17) يستشهد بمسح سنة 1962 الأصلي للموقع عن طريق مدير المتحف الوطني في غيونغجو وهو هونغ سا جن، والذي وجد 366 قطعة.

## وصلات خارجية
- Asian Historical Architecture: Cheomseongdae
- Travel in Korea Cheomsongdae information page